# Maximilian 2. af Bayern
Maximilian II af Bayern (Maximilian Joseph; født 28. november 1811, død 10. marts 1864) var konge af Bayern fra 1848 til 1864.
Maximilian var interesseret i arkitektur og kunst og tildelte flere nordtyske store stipendier, herunder forfatteren Paul Heyse. H.C. Andersen besøgte "Kong Max" (som han kaldte ham) på slottet i Starnberg. Under besøget forklarede kongen, at han havde læst Andersens eventyr Improvisatoren, En Digters Bazar, Den lille havfrue og Paradisets Have. Senere besøgte H.C. Andersen også kongen på slottet Hohenschwangau.
Maximilian 2. var også grundlægger og protektor af Bayerisches Nationalmuseum i München.

## Ægteskab og børn
Maximilian blev gift den 12. oktober 1842 med prinsesse Marie af Preussen (1825-1889), datter af prins Wilhelm af Preussen og prinsesse Maria Anna af Hessen-Homburg. Der blev født to sønner i ægteskabet:
- Ludwig II af Bayern (1845-1886)
- Otto I af Bayern (1848-1916)